# Jean Lattre
Jean Joseph Marie Gabriel de Lattre de Tassigny, francoski general, * 2. februar 1889, Mouilleron-en-Pareds, † 11. januar 1952, Pariz.
Znan je predvsem kot heroj druge svetovne vojne. Poveljeval je francoskim silam v zavezniški invaziji na okupirano Francijo in osvobodil dobršen del ozemlja ter spotoma vključeval v svojo vojsko pripadnike odporniškega gibanja; ko je prišel do vzhodne meje države in prodrl čez Ren v Nemčijo, je štela že več kot 320.000 vojakov. Kot zastopnik Francije se je udeležil razglasitve nemške kapitulacije v Berlinu 8. maja 1945.